# Cobalt(II)-cyanid
Cobalt(II)-cyanid ist das zweiwertige Cobaltsalz des Cyanwasserstoffs (Blausäure).

## Herstellung
Das Trihydrat kann durch die Fällungsreaktion einer Cobalt(II)-Lösung mit Kaliumcyanid-Lösung gewonnen werden:

## Verwendung
Cobalt(II)-cyanid wird zur Herstellung von Dicobaltoctacarbonyl genutzt.